# Kalburabastı
Il Kalburabastı o Kalbura bastı (in turco), nei Balcani noto anche come Hurmašice o Hurme, e talvolta conosciuto anche con il nome di Hurma, è un pasticcino turco fritto e poi imbibito in uno sciroppo di zucchero che ha una forma corrugata. Esso è tra le specialità preferite preparate durante le festività islamiche, tra cui lo Şeker Bayramı (chiamato  "Festa dei dolci" in lingua turca) della durata di tre giorni e il Kurban Bayramı (la "Festa dello sgozzamento" in turco). Di questo dolce turco ottomano esiste una variante molto simile ("Hurmašice" o "Hurme") che si produce in Bosnia Erzegovina e Serbia.

## Preparazione
L'impasto è fatto con farina, zucchero, yogurt, burro o margarina, olio d'oliva, uova, noci e lievito in polvere, mentre acqua, zucchero e succo di limone vengono usati per lo sciroppo.